# Лорето-ди-Таллано
Лорето-ди-Таллано (фр. Loreto-di-Tallano, корс. Laretu di Tallà) — коммуна во Франции, находится в регионе Корсика. Департамент коммуны — Южная Корсика. Входит в состав кантона Таллано-Скопамене. Округ коммуны — Сартен.
Код INSEE коммуны — 2A146.

## Население
Население коммуны на 2008 год составляло 48 человек.
| 1962 | 1968 | 1975 | 1982 | 1990 | 1999 | 2008 |
| ---- | ---- | ---- | ---- | ---- | ---- | ---- |
| 95   | 101  | 94   | 70   | 57   | 35   | 48   |

## Экономика
В 2007 году среди 27 человек в трудоспособном возрасте (15—64 лет) 17 были экономически активными, 10 — неактивными (показатель активности — 63,0 %, в 1999 году было 60,0 %). Из 17 активных работало 11 человек (9 мужчин и 2 женщины), безработных было 6 (4 мужчины и 2 женщины). Среди 10 неактивных 4 человека были пенсионерами, 6 были неактивными по другим причинам.